# New Territory (Sugar Land)
New Territory es un barrio en la ciudad de Sugar Land en el estado estadounidense de Texas.
Anteriormente era un lugar designado por el censo ubicado en el condado de Fort Bend; en el 12 de diciembre de 2017 fue anexada a la Ciudad de Sugar Land.
En el Censo de 2010 tenía una población de 15.186 habitantes y una densidad poblacional de 1.226,39 personas por km².

## Geografía
New Territory se encuentra ubicado en las coordenadas 29°35′35″N 95°41′21″O / 29.59306, -95.68917. Según la Oficina del Censo de los Estados Unidos, New Territory tiene una superficie total de 12.38 km², de la cual 12.01 km² corresponden a tierra firme y (2.97%) 0.37 km² es agua.

## Demografía
Según el censo de 2010, había 15.186 personas residiendo en New Territory. La densidad de población era de 1.226,39 hab./km². De los 15.186 habitantes, New Territory estaba compuesto por el 47.44% blancos, el 6.33% eran afroamericanos, el 0.15% eran amerindios, el 40.89% eran asiáticos, el 0.06% eran isleños del Pacífico, el 1.49% eran de otras razas y el 3.63% pertenecían a dos o más razas. Del total de la población el 8.28% eran hispanos o latinos de cualquier raza.